# Ballet de Déu

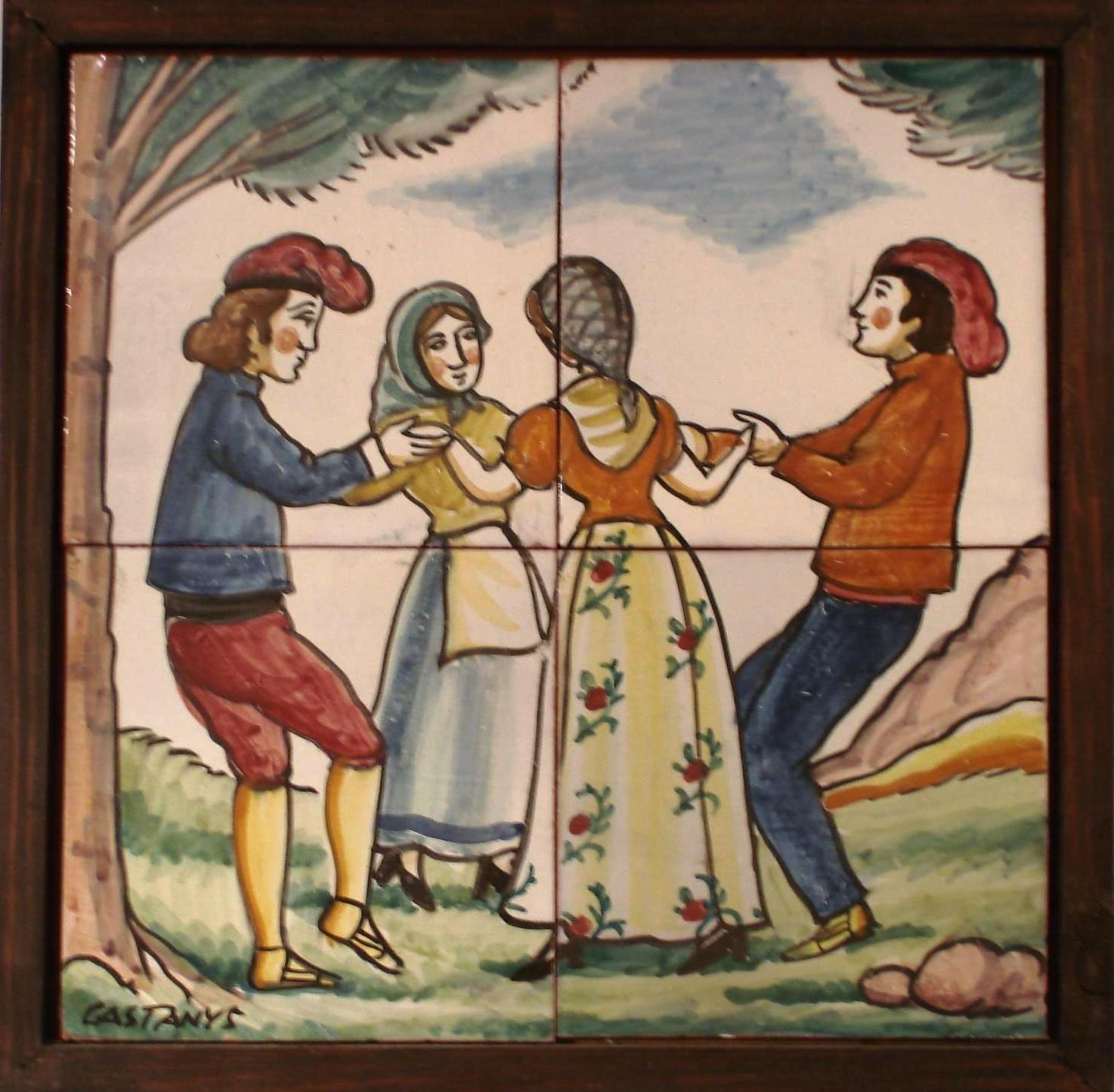
Rajoles pintades per Castanys

El ball de Déu, ballet de Déu o ballet de quatre és un ball coral tradicional de Catalunya pròpia de dies de festa, abans o després de l'ofici, que té nombroses variants i una notable antiguitat. Les parelles s'hi agrupaven de dues en dues, cosa per la qual també era conegut com a ballet de quatre, i ballaven amb aire cerimoniós i auster i al ritme d'una melodia suau i seriosa.
El ballet de Déu és una de les danses populars europees antigues a partir de les quals va evolucionar la dansa clàssica. Comparteix amb els ballets el fet d'agrupar-se en grups de dues parelles i, en les variants dels darrers temps, el d'acabar amb una corranda. En aquestes darreres versions el ballet de Déu havia perdut també el seu caràcter seriós i gairebé místic que el caracteritzava als primers anys.
Segons els llocs, com per exemple a Solsona, era ballat amb vestits negres, les dones portant caputxes també negres, escapularis al coll i rosaris a la mà, i els homes encreuant les mans sobre el pit. En alguns indrets del Berguedà i del Rosselló era el primer ball que es ballava cada diumenge al matí. Els ballarins estaven agrupats en confradies o germandats, que no actuaven al mateix temps, i que aprofitaven el ball per a passar barret per a recaptar finançament. A Cervera també va estar molt en ús. A Rocafort de Bages es ballava a les festes majors. En el ballet de Déu de Rocafort dos ballarins, administradors de la festa, llencen amb les almorratxes aigua d'olor a dues joves mentre tots dansen el punt de dansa o ball pla, el punt de perdiu o relliscat i acaben amb una corranda de contrapàs. A Berga el Ballet de Déu (anomenat aquí també Ballet de l'Adéu) és una tradició que es manté viva i molt arrelada dins el programa de la Festa dels Elois, l'últim cap de setmana de juliol. També la seva música es fa servir per el ball de gegants durant la festivitat de la Patum.

## Etimologia
La idea que el nom de ballet de Déu prové de la relació d'aquest amb la religió està molt estesa però alguns autors opinen que el nom original era ballet de deu, o de les deu, perquè molt antigament es ballava a les deu del matí, abans d'entrar a l'ofici.